# Android-x86
Pour les articles homonymes, voir Android.
Android-x86 est une version du système d'exploitation mobile Android de Google conçue pour fonctionner avec les ordinateurs qui ont des processeurs x86 ou x64 d'Intel et de AMD. Android-x86 peut de ce fait être installé sur des ordinateurs 32 bits et 64 bits, soit en natif, soit - plus fréquemment - sur une machine virtuelle directement depuis un fichier .ISO.
Chih-Wei Huang et Yi Sun ont lancé le projet en 2009. Yi Sun a ensuite quitté le projet. Chih-Wei Huang, qui est le mainteneur du projet actuellement, a collaboré avec Jide technology (propriétaire de Remix OS) avant de rejoindre cette même entreprise.
Android-x86 fait partie des rares distributions fonctionnant uniquement avec le noyau Linux, sans GNU.